# نووا وس و یاروشووا
نووا وس و یاروشووا (به چکی: Nová Ves u Jarošova) یک منطقهٔ مسکونی در جمهوری چک است که در ناحیه سویتاوی واقع شده‌است. نووا وس و یاروشووا ۲٫۳۸ کیلومتر مربع مساحت و ۶۷ نفر جمعیت دارد و ۴۵۴ متر بالاتر از سطح دریا واقع شده‌است.